# Lista de artistas e músicas participantes no Festival Eurovisão da Canção (A-D)
Esta é uma lista que mostra todos os artistas e canções que concorreram ao Festival Eurovisão da Canção, organizados por país. Ao longo de 54 anos de Festival, foram apresentadas 1151 canções ao concurso, num total de 57,55 horas de música.
| País                 | Edição | Selecção                                     | Artista                               | Canção                                         | Tradução em Português                                   | Idioma                          | Pontos           | Lugar           |
| -------------------- | ------ | -------------------------------------------- | ------------------------------------- | ---------------------------------------------- | ------------------------------------------------------- | ------------------------------- | ---------------- | --------------- |
| Albânia              | 2004   | Festivali I Këngës 42                        | Anjeza Shahini                        | "The Image Of You"                             | A Imagem de Ti                                          | Inglês                          | SF: 167 / F: 106 | SF: 4º / F: 7º  |
| Albânia              | 2005   | Festivali I Këngës 43                        | Ledina Çelo                           | "Tomorrow I Go"                                | Amanhã Eu Vou                                           | Inglês                          | SF: - / F: 53    | SF: - / F: 16º  |
| Albânia              | 2006   | Festivali I Këngës 44                        | Luiz Ejlli                            | "Zjarr e ftohtë"                               | Quente e Frio                                           | Albanês                         | SF: 58 / F: -    | SF: 14º / F: -  |
| Albânia              | 2007   | Festivali I Këngës 45                        | Frederik Ndoci                        | "Hear My Plea"                                 | Ouve o meu apelo                                        | Inglês,Albanês                  | SF: 49 / F: -    | SF: 17º / F: -  |
| Albânia              | 2008   | Festivali I Këngës 46                        | Olta Boka                             | "Zemrën e lamë peng"                           | Apostamos o Coração                                     | Albanês                         | SF: 67 / F: 5    | SF: 9º / F: 16º |
| Albânia              | 2009   | Festivali I Këngës 47                        | Kejsi Tola                            | "Më merr në ëndërr"                            | Leva-me para os teus sonhos                             | Inglês,Albanês                  | SF: 73 / F: 48   | SF: 7º / F: 17  |
| Andorra              | 2004   | 12 Points (2004)                             | Marta Roure                           | "Jugarem a estimar-nos"                        | Brincaremos ao Amor                                     | Catalão                         | SF: 12 / F: -    | SF: 18º / F: -  |
| Andorra              | 2005   | 12 Points (2005)                             | Marian van de Wal                     | "La mirada interior"                           | A Olhadela Interior                                     | Catalão                         | SF: 27 / F: -    | SF: 23º / F: -  |
| Andorra              | 2006   | Selecção Interna de 2006                     | Jenny                                 | "Sense tu"                                     | Sem Ti                                                  | Catalão                         | SF: 8 / F: -     | SF: 23º / F: -  |
| Andorra              | 2007   | Selecção Interna de 2007                     | Anonymous                             | "Salvem el món                                 | Salvem o mundo                                          | Catalão,Inglês                  | SF: 80 / F: -    | SF: 12º / F: -  |
| Andorra              | 2008   | Selecção Interna de 2008                     | Gisela                                | "Casanova"                                     | Casanova                                                | Catalão,Inglês                  | SF: 22 / F: -    | SF: 16º / F: -  |
| Andorra              | 2009   | 12 Points (2009)                             | Susanne Georgi                        | "La teva decisió"                              | A Tua Decisão                                           | Catalão,Inglês                  | SF: 8 / F: -     | SF: 15º / F: -  |
| Arménia              | 2006   | Selecção Interna de 2006                     | André                                 | "Without Your Love"                            | Sem o teu amor                                          | Inglês                          | SF: 150 / F: 129 | SF: 6º / F: 8º  |
| Arménia              | 2007   | Final Nacional de 2007                       | Hayko                                 | "Anytime you need"                             | Sempre Que Precisares                                   | Inglês                          | SF: - / F: 138   | SF: - / F: 8º   |
| Arménia              | 2008   | Selecção Interna/Final Nacional de 2008      | Sirusho                               | "Qélé, Qélé"                                   | Vamos lá, Vamos lá                                      | Armeniano, Inglês               | SF: 139 / F: 199 | SF: 2º / F: 4º  |
| Arménia              | 2009   | Final Nacional de 2009                       | Inga & Anush                          | "Nor Par (Jan Jan)"                            | Nova Dança (Meu Querido)                                | Armeniano, Inglês               | SF: 99 / F: 92   | SF: 5º / F: 10º |
| Alemanha             | 1956   | Vorentscheid 1956                            | Walter Andreas Schwarz                | "Im Wartesaal zum großen Glück"                | Na sala de espera com grande felicidade                 | Alemão                          | SF: - / F: –     | SF: - / F: –    |
| Alemanha             | 1956   | Vorentscheid 1956                            | Freddy Quinn                          | "So geht das jede Nacht"                       | É assim todas as noites                                 | Alemão                          | SF: - / F: –     | SF: - / F: -    |
| Alemanha             | 1957   | Vorentscheid 1957                            | Margot Hielscher                      | "Telefon, Telefon"                             | Telefone, telefone                                      | Alemão                          | SF: - / F: 8     | SF: - / F: 4º   |
| Alemanha             | 1958   | Vorentscheid 1958                            | Margot Hielscher                      | "Für zwei Groschen Musik"                      | Música para Dois Cêntimos                               | Alemão                          | SF: - / F: 5     | SF: - / F: 7º   |
| Alemanha             | 1959   | Vorentscheid 1959                            | Alice & Ellen Kessler                 | "Heute Abend wollen wir tanzen geh'n"          | Hoje à noite queremos ir dançar                         | Alemão                          | SF: - / F: 5     | SF: - / F: 8º   |
| Alemanha             | 1960   | Vorentscheid 1960                            | Wyn Hoop                              | "Bonne nuit ma chérie"                         | Boa Noite, Minha Querida                                | Alemão                          | SF: - / F: 11    | SF: - / F: 4º   |
| Alemanha             | 1961   | Vorentscheid 1961                            | Lale Andersen                         | "Einmal sehen wir uns wieder"                  | Nós Vamo-nos Encontrar Outravez                         | Alemão                          | SF: - / F: 3     | SF: - / F: 13º  |
| Alemanha             | 1963   | Vorentscheid 1962                            | Conny Froboess                        | "Zwei kleine Italiener"                        | Dois jovens italianos                                   | Alemão                          | SF: - / F: 9     | SF: - / F: 6º   |
| Alemanha             | 1963   | Vorentscheid 1963                            | Heidi Brühl                           | "Marcel"                                       | Marcel                                                  | Alemão                          | SF: - / F: 5     | SF: - / F: 9º   |
| Alemanha             | 1964   | Vorentscheid 1964                            | Nora Nova                             | "Man gewöhnt sich so schnell an das Schöne"    | Quão rápido nos acustomamos a coisas boas               | Alemão                          | SF: - / F: 0     | SF: - / F: 13º  |
| Alemanha             | 1965   | Vorentscheid 1965                            | Ulla Wiesner                          | "Paradies, wo bist du?"                        | Paraíso, onde estás tu?                                 | Alemão                          | SF: - / F: 0     | SF: - / F: 15º  |
| Alemanha             | 1966   | Vorentscheid 1966                            | Margot Eskens                         | "Die Zeiger der Uhr"                           | As mãos do relógio                                      | Alemão                          | SF: - / F: 7     | SF: - / F: 10º  |
| Alemanha             | 1967   | Vorentscheid 1967                            | Inge Brück                            | "Anouschka"                                    | Anouschka                                               | Alemão                          | SF: - / F: 7     | SF: - / F: 8º   |
| Alemanha             | 1968   | Vorentscheid 1968                            | Wencke Myhre                          | "Ein Hoch der Liebe"                           | Um brinde ao amor                                       | Alemão                          | SF: - / F: 11    | SF: - / F: 6º   |
| Alemanha             | 1969   | Vorentscheid 1969                            | Siw Malmkvist                         | "Primaballerina"                               | Primaballerina                                          | Alemão                          | SF: - / F: 8     | SF: - / F: 9º   |
| Alemanha             | 1970   | Vorentscheid 1970                            | Katja Ebstein                         | "Wunder gibt es immer wieder"                  | Os milagres continuam a acontecer outra vez e outra vez | Alemão                          | SF: - / F: 12    | SF: - / F: 3º   |
| Alemanha             | 1971   | Vorentscheid 1971                            | Katja Ebstein                         | "Diese Welt"                                   | Este Mundo                                              | Alemão                          | SF: - / F: 100   | SF: - / F: 3º   |
| Alemanha             | 1972   | Vorentscheid 1972                            | Mary Roos                             | "Nur die Liebe läßt uns leben"                 | Apenas o amor faz-nos viver                             | Alemão                          | SF: - / F: 107   | SF: - / F: 3º   |
| Alemanha             | 1973   | Vorentscheid 1973                            | Gitte                                 | "Junger Tag"                                   | Dia jovem                                               | Alemão                          | SF: - / F: 85    | SF: - / F: 8º   |
| Alemanha             | 1974   | Vorentscheid 1974                            | Cindy & Bert                          | "Die Sommermelodie"                            | A melodia do Verão                                      | Alemão                          | SF: - / F: 3     | SF: - / F: 14º  |
| Alemanha             | 1975   | Vorentscheid 1975                            | Joy Fleming                           | "Ein Lied kann eine Brücke sein"               | Uma música consegue ser uma ponte                       | Alemão                          | SF: - / F: 15    | SF: - / F: 17º  |
| Alemanha             | 1976   | Vorentscheid 1976                            | Les Humphries Singers                 | "Sing Sang Song"                               | Canta, cantei, canção                                   | Alemão                          | SF: - / F: 12    | SF: - / F: 15º  |
| Alemanha             | 1977   | Vorentscheid 1977                            | Silver Convention                     | "Telegram"                                     | Telegrama                                               | Alemão                          | SF: - / F: 55    | SF: - / F: 8º   |
| Alemanha             | 1978   | Vorentscheid 1978                            | Ireen Sheer                           | "Feuer"                                        | Fogo                                                    | Alemão                          | SF: - / F: 84    | SF: - / F: 6º   |
| Alemanha             | 1979   | Vorentscheid 1979                            | Dschinghis Khan                       | "Dschinghis Khan"                              | Gêngis Cã                                               | Alemão                          | SF: - / F: 86    | SF: - / F: 4º   |
| Alemanha             | 1980   | Vorentscheid 1980                            | Katja Ebstein                         | "Theater"                                      | Teatro                                                  | Alemão                          | SF: - / F: 128   | SF: - / F: 2º   |
| Alemanha             | 1981   | Vorentscheid 1981                            | Lena Valaitis                         | "Johnny Blue"                                  | Johnny Blue                                             | Alemão                          | SF: - / F: 132   | SF: - / F: 2º   |
| Alemanha             | 1982   | Vorentscheid 1982                            | Nicole                                | "Ein bißchen Frieden"                          | Um pouco de paz                                         | Alemão                          | SF: - / F: 161   | SF: - / F: 1º   |
| Alemanha             | 1983   | Vorentscheid 1983                            | Hoffmann & Hoffmann                   | "Rücksicht"                                    | Consideração                                            | Alemão                          | SF: - / F: 94    | SF: - / F: 5º   |
| Alemanha             | 1984   | Vorentscheid 1984                            | Mary Roos                             | "Aufrecht geh'n"                               | Seguir alto                                             | Alemão                          | SF: - / F: 34    | SF: - / F: 13º  |
| Alemanha             | 1985   | Vorentscheid 1985                            | Wind                                  | "Für alle"                                     | Para toda a gente                                       | Alemão                          | SF: - / F: 105   | SF: - / F: 2º   |
| Alemanha             | 1986   | Vorentscheid 1986                            | Ingrid Peters                         | "Über die Brücke geh'n"                        | Atravessar a ponte                                      | Alemão                          | SF: - / F: 62    | SF: - / F: 8º   |
| Alemanha             | 1987   | Vorentscheid 1987                            | Wind                                  | "Laß die Sonne in dein Herz"                   | Deixa entrar o Sol no teu coração                       | Alemão                          | SF: - / F: 141   | SF: - / F: 2º   |
| Alemanha             | 1988   | Vorentscheid 1988                            | Maxi Garden & Chris Garden            | "Lied für einen Freund"                        | Canção para um amigo                                    | Alemão                          | SF: - / F: 48    | SF: - / F: 14º  |
| Alemanha             | 1989   | Vorentscheid 1989                            | Nino de Angelo                        | "Flieger"                                      | Aviadores                                               | Alemão                          | SF: - / F: 46    | SF: - / F: 14º  |
| Alemanha             | 1990   | Vorentscheid 1990                            | Chris Kempers & Daniel Kovač          | "Frei zu leben"                                | Livres de viver                                         | Alemão                          | SF: - / F: 60    | SF: - / F: 9º   |
| Alemanha             | 1991   | Vorentscheid 1991                            | Atlantis 2000                         | "Dieser Traum darf niemals sterben"            | Este sonho nunca deve morrer                            | Alemão                          | SF: - / F: 10    | SF: - / F: 18º  |
| Alemanha             | 1992   | Vorentscheid 1992                            | Wind                                  | "Träume sind für alle da"                      | Os sonhos estão lá para toda a gente                    | Alemão                          | SF: - / F: 27    | SF: - / F: 16º  |
| Alemanha             | 1993   | Vorentscheid 1993                            | Münchener Freiheit                    | "Viel zu weit"                                 | Longe demais                                            | Alemão                          | SF: - / F: 18    | SF: - / F: 18º  |
| Alemanha             | 1994   | Vorentscheid 1994                            | Mekado                                | "Wir geben 'ne Party"                          | Nós fazemos uma festa                                   | Alemão                          | SF: - / F: 128   | SF: - / F: 3º   |
| Alemanha             | 1995   | Vorentscheid 1995                            | Stone & Stone                         | "Verliebt in Dich"                             | Apaixonada por ti                                       | Alemão                          | SF: - / F: 1     | SF: - / F: 23º  |
| Alemanha             | 1997   | Vorentscheid 1997                            | Bianca Shomburg                       | "Zeit"                                         | Tempo                                                   | Alemão                          | SF: - / F: 22    | SF: - / F: 18º  |
| Alemanha             | 1998   | Vorentscheid 1998                            | Guildo Horn                           | "Guildo hat euch lieb!"                        | O Guildo ama-vos                                        | Alemão                          | SF: - / F: 86    | SF: - / F: 7º   |
| Alemanha             | 1999   | Vorentscheid 1999                            | Sürpriz                               | "Reise nach Jerusalem – Kudüs'e seyahat"       | Viagem a Jerusalém                                      | Alemão, Inglês, Turco, Hebraico | SF: - / F: 140   | SF: - / F: 3º   |
| Alemanha             | 2000   | Vorentscheid 2000                            | Stefan Raab                           | "Wadde hadde dudde da?"                        | O que tens ai?                                          | Alemão, Inglês                  | SF: - / F: 96    | SF: - / F: 5º   |
| Alemanha             | 2001   | Vorentscheid 2001                            | Michelle                              | "Wer Liebe lebt"                               | Quem vive o amor                                        | Inglês                          | SF: - / F: 66    | SF: - / F: 8º   |
| Alemanha             | 2002   | Vorentscheid 2002                            | Corinna May                           | "I Can't Live Without Music"                   | Não Posso Viver Sem Música                              | Inglês                          | SF: - / F: 17    | SF: - / F: 21º  |
| Alemanha             | 2003   | Vorentscheid 2003                            | Lou                                   | "Let's Get Happy"                              | Vamos lá ficar contentes                                | Inglês                          | SF: - / F: 53    | SF: - / F: 12º  |
| Alemanha             | 2004   | Vorentscheid 2004                            | Max                                   | "Can't Wait Until Tonight"                     | Não posso esperar até hoje à noite                      | Inglês                          | SF: - / F: 93    | SF: - / F: 8º   |
| Alemanha             | 2005   | Vorentscheid 2005                            | Gracia                                | "Run & Hide"                                   | Executar e Ocultar                                      | Inglês                          | SF: - / F: 4     | SF: - / F: 24º  |
| Alemanha             | 2006   | Vorentscheid 2006                            | Texas Lightning                       | "No No Never"                                  | Não não nunca                                           | Inglês                          | SF: - / F: 36    | SF: - / F: 15º  |
| Alemanha             | 2007   | Vorentscheid 2007                            | Roger Cicero                          | "Frauen regier'n die Welt"                     | As mulheres comandam o mundo                            | Alemão, Inglês                  | SF: - / F: 49    | SF: - / F: 19º  |
| Alemanha             | 2008   | Vorentscheid 2008                            | No Angels                             | "Disappear"                                    | Desaparecer                                             | Inglês                          | SF: - / F: 14    | SF: - / F: 23º  |
| Alemanha             | 2009   | Selecção Interna de 2009                     | Alex C. & Oscar Loya                  | "Miss Kiss Kiss Bang"                          | Senhora Beijo Beijo Bang                                | Inglês                          | SF: - / F: 35    | SF: - / F: 20º  |
| Áustria              | 1957   | Selecção Interna 1957                        | Bob Martin                            | "Wohin, kleines Pony?"                         |                                                         |                                 | SF: - / F: -     | SF: - / F: -    |
| Áustria              | 1958   | Song.Null.Fünf 1958                          | Liane Augustin                        | "Die ganze Welt braucht Liebe"                 |                                                         |                                 | SF: - / F: -     | SF: - / F: -    |
| Áustria              | 1959   | Song.Null.Fünf 1959                          | Ferry Graf                            | "Der K und K Kalypso aus Wien"                 |                                                         |                                 | SF: - / F: -     | SF: - / F: -    |
| Áustria              | 1961   | Song.Null.Fünf 1960                          | Harry Winter                          | "Du hast mich so fasziniert"                   |                                                         |                                 | SF: - / F: -     | SF: - / F: -    |
| Áustria              | 1962   | Song.Null.Fünf 1961                          | Jimmy Makulis                         | "Sehnsucht"                                    |                                                         |                                 | SF: - / F: -     | SF: - / F: -    |
| Áustria              | 1963   | Song.Null.Fünf 1962                          | Eleonore Schwarz                      | "Nur in der Wiener Luft"                       |                                                         |                                 | SF: - / F: -     | SF: - / F: –    |
| Áustria              | 1964   | Song.Null.Fünf 1963                          | Carmela Corren                        | "Vielleicht geschieht ein Wunder"              |                                                         |                                 | SF: - / F: -     | SF: - / F: -    |
| Áustria              | 1965   | Song.Null.Fünf 1964                          | Udo Jürgens                           | "Warum nur, warum?"                            |                                                         |                                 | SF: - / F: -     | SF: - / F: -    |
| Áustria              | 1966   | Song.Null.Fünf 1965                          | Udo Jürgens                           | "Sag ihr, ich laß sie grüßen"                  |                                                         |                                 | SF: - / F: -     | SF: - / F: -    |
| Áustria              | 1967   | Song.Null.Fünf 1966                          | Udo Jürgens                           | "Merci Chérie"                                 |                                                         |                                 | SF: - / F: -     | SF: - / F: -    |
| Áustria              | 1968   | Song.Null.Fünf 1967                          | Peter Horton                          | "Warum es hunderttausend Sterne gibt"          |                                                         |                                 | SF: - / F: -     | SF: - / F: -    |
| Áustria              | 1969   | Song.Null.Fünf 1968                          | Karel Gott                            | "Tausend Fenster"                              |                                                         |                                 | SF: - / F: -     | SF: - / F: -    |
| Áustria              | 1971   | Song.Null.Fünf 1971                          | Marianne Mendt                        | "Musik"                                        |                                                         |                                 | SF: - / F: -     | SF: - / F: -    |
| Áustria              | 1972   | Song.Null.Fünf 1972                          | Milestones                            | "Falter im Wind"                               |                                                         |                                 | SF: - / F: -     | SF: - / F: -    |
| Áustria              | 1976   | Song.Null.Fünf 1976                          | Waterloo & Robinson                   | "My Little World"                              |                                                         |                                 | SF: - / F: -     | SF: - / F: -    |
| Áustria              | 1977   | Song.Null.Fünf 1977                          | Schmetterlinge                        | "Boom Boom Boomerang"                          |                                                         |                                 | SF: - / F: -     | SF: - / F: -    |
| Áustria              | 1978   | Song.Null.Fünf 1978                          | Springtime                            | "Mrs. Caroline Robinson"                       |                                                         |                                 | SF: - / F: -     | SF: - / F: -    |
| Áustria              | 1979   | Song.Null.Fünf 1979                          | Christina Simon                       | "Heute in Jerusalem"                           |                                                         |                                 | SF: - / F: -     | SF: - / F: -    |
| Áustria              | 1980   | Song.Null.Fünf 1980                          | Blue Danube                           | "Du bist Musik"                                |                                                         |                                 | SF: - / F: -     | SF: - / F: -    |
| Áustria              | 1981   | Song.Null.Fünf 1981                          | Marty Brem                            | "Wenn du da bist"                              |                                                         |                                 | SF: - / F: -     | SF: - / F: -    |
| Áustria              | 1982   | Song.Null.Fünf 1982                          | Mess                                  | "Sonntag"                                      |                                                         |                                 | SF: - / F: -     | SF: - / F: -    |
| Áustria              | 1983   | Song.Null.Fünf 1983                          | Westend                               | "Hurricane"                                    |                                                         |                                 | SF: - / F: -     | SF: - / F: -    |
| Áustria              | 1984   | Song.Null.Fünf 1984                          | Anita                                 | "Einfach weg"                                  |                                                         |                                 | SF: - / F: -     | SF: - / F: -    |
| Áustria              | 1985   | Song.Null.Fünf 1985                          | Gary Lux                              | "Kinder dieser Welt"                           |                                                         |                                 | SF: - / F: -     | SF: - / F: -    |
| Áustria              | 1986   | Selecção Interna 1986                        | Timna Brauer                          | "Die Zeit ist einsam"                          |                                                         |                                 | SF: - / F: -     | SF: - / F: -    |
| Áustria              | 1987   | Song.Null.Fünf 1987                          | Gary Lux                              | "Nur noch Gefühl"                              |                                                         |                                 | SF: - / F: -     |                 |
| Áustria              | 1988   | Song.Null.Fünf 1988                          | Wilfried                              | "Lisa Mona Lisa"                               |                                                         |                                 | SF: - / F: -     | SF: - / F: -    |
| Áustria              | 1989   | Song.Null.Fünf 1989                          | Thomas Forstner                       | "Nur ein Lied"                                 |                                                         |                                 | SF: - / F: -     | SF: - / F: -    |
| Áustria              | 1990   | Song.Null.Fünf 1990                          | Simone                                | "Keine Mauern mehr"                            |                                                         |                                 | SF: - / F: -     | SF: - / F: -    |
| Áustria              | 1991   | Song.Null.Fünf 1991                          | Thomas Forstner                       | "Venedig im Regen"                             |                                                         |                                 | SF: - / F: -     | SF: - / F: -    |
| Áustria              | 1992   | Song.Null.Fünf 1992                          | Tony Wegas                            | "Zusammen geh'n"                               |                                                         |                                 | SF: - / F: -     | SF: - / F: -    |
| Áustria              | 1993   | Song.Null.Fünf 1993                          | Tony Wegas                            | "Maria Magdalena"                              |                                                         |                                 | SF: - / F: -     | SF: - / F: -    |
| Áustria              | 1994   | Song.Null.Fünf 1994                          | Petra Frey                            | "Für den Frieden der Welt"                     |                                                         |                                 | SF: - / F: -     | SF: - / F: -    |
| Áustria              | 1995   | Song.Null.Fünf 1995                          | Stella Jones                          | "Die Welt dreht sich verkehrt"                 |                                                         |                                 | SF: - / F: -     | SF: - / F: -    |
| Áustria              | 1996   | Song.Null.Fünf 1996                          | George Nussbaumer                     | "Weil's dr guat got"                           |                                                         |                                 | SF: - / F: -     | SF: - / F: -    |
| Áustria              | 1997   | Song.Null.Fünf 1997                          | Bettina Soriat                        | "One Step"                                     |                                                         |                                 | SF: - / F: -     | SF: - / F: -    |
| Áustria              | 1999   | Selecção Interna 1999                        | Bobbie Singer                         | "Reflection"                                   |                                                         |                                 | SF: - / F: -     | SF: - / F: -    |
| Áustria              | 2000   | Song.Null.Fünf 2000                          | The Rounder Girls                     | "All To You"                                   |                                                         |                                 | SF: - / F: -     | SF: - / F: -    |
| Áustria              | 2002   | Song.Null.Fünf 2002                          | Manuel Ortega                         | "Say A Word"                                   |                                                         |                                 | SF: - / F: -     | SF: - / F: -    |
| Áustria              | 2003   | Song.Null.Fünf 2003                          | Alf Poier                             | "Weil der Mensch zählt"                        |                                                         |                                 | SF: - / F: -     | SF: - / F: -    |
| Áustria              | 2004   | Song.Null.Fünf 2004                          | Tie Break                             | "Du bist"                                      |                                                         |                                 | SF: - / F: -     | SF: - / F: -    |
| Áustria              | 2005   | Song.Null.Fünf 2005                          | Global Kryner                         | "Y Así"                                        |                                                         |                                 | SF: - / F: -     | SF: - / F: -    |
| Áustria              | 2007   | Selecção Interna de 2007                     | Eric Papilaya                         | "Get A Life - Get Alive"                       |                                                         |                                 | SF: - / F: -     | SF: - / F: -    |
| Azerbaijão           | 2008   | Land of Fire 2008                            | Elnur & Samir                         | "Day After Day"                                | Dia Após Dia                                            | Inglês                          | SF: 96 / F: 132  | SF: 6º / F: 8º  |
| Azerbaijão           | 2009   | Selecção Interna 2009                        | Aysel & Arash                         | "Always"                                       | Sempre                                                  | Inglês                          | SF: 180 / F: 207 | SF: 2º / F: 3º  |
| Bélgica              | 1956   | De T.V. Maakt Muziek 1956                    | "Fud Leclerc                          | "Messieurs les Noyés de la Seine"              |                                                         |                                 | SF: - / F: -     | SF: - / F: -    |
| Bélgica              | 1956   | De T.V. Maakt Muziek 1956                    | "Mony Marc                            | Le plus beau jour de ma vie"                   |                                                         |                                 | SF: - / F: -     | SF: - / F: -    |
| Bélgica              | 1957   | De T.V. Maakt Muziek 1957                    | "Bobbejaan Schoepen                   | Straatdeuntje"                                 |                                                         |                                 | SF: - / F: -     | SF: - / F: -    |
| Bélgica              | 1958   | Eurosong 1958                                | Fud Leclerc                           | "Ma petite chatte"                             |                                                         |                                 | SF: - / F: -     | SF: - / F: -    |
| Bélgica              | 1959   | Eurosong 1959                                | Bob Benny                             | "Hou toch van mij"                             |                                                         |                                 | SF: - / F: -     | SF: - / F: -    |
| Bélgica              | 1960   | Eurosong 1960                                | Fud Leclerc                           | "Mon amour pour toi"                           |                                                         |                                 | SF: - / F: -     | SF: - / F: -    |
| Bélgica              | 1961   | Eurosong 1961                                | Bob Benny                             | "September, gouden roos"                       |                                                         |                                 | SF: - / F: -     | SF: - / F: -    |
| Bélgica              | 1962   | Eurosong 1962                                | Fud Leclerc                           | "Ton nom"                                      |                                                         |                                 | SF: - / F: -     | SF: - / F: -    |
| Bélgica              | 1963   | Eurosong 1963                                | Jacques Raymond                       | "Waarom?"                                      |                                                         |                                 | SF: - / F: -     | SF: - / F: -    |
| Bélgica              | 1964   | Eurosong 1964                                | Robert Cogoi                          | "Près de ma rivière"                           |                                                         |                                 | SF: - / F: -     | SF: - / F: -    |
| Bélgica              | 1965   | Eurosong 1965                                | Lize Marke                            | "Als het weer lente is"                        |                                                         |                                 | SF: - / F: -     | SF: - / F: -    |
| Bélgica              | 1966   | Eurosong 1966                                | Tonia                                 | "Un peu de poivre, un peu de sel"              |                                                         |                                 | SF: - / F: -     | SF: - / F: -    |
| Bélgica              | 1967   | Eurosong 1967                                | Louis Neefs                           | "Ik heb zorgen"                                |                                                         |                                 | SF: - / F: -     | SF: - / F: -    |
| Bélgica              | 1968   | Eurosong 1968                                | Claude Lombard                        | "Quand tu reviendras"                          |                                                         |                                 | SF: - / F: -     | SF: - / F: -    |
| Bélgica              | 1969   | Eurosong 1969                                | Louis Neefs                           | "Jennifer Jennings"                            |                                                         |                                 | SF: - / F: -     | SF: - / F: -    |
| Bélgica              | 1970   | Eurosong 1970                                | Jean Vallée                           | Viens l'oublier"                               |                                                         |                                 | SF: - / F: -     | SF: - / F: –    |
| Bélgica              | 1971   | Eurosong 1971                                | Lily Castel & Jacques Raymond         | "Goeiemorgen, morgen"                          |                                                         |                                 | SF: - / F: -     | SF: - / F: -    |
| Bélgica              | 1972   | Eurosong 1972                                | Serge & Christine Ghisoland           | "À la folie ou pas du tout"                    |                                                         |                                 | SF: - / F: -     | SF: - / F: -    |
| Bélgica              | 1973   | Eurosong 1973                                | Nicole & Hugo                         | "Baby, Baby"                                   |                                                         |                                 | SF: - / F: -     | SF: - / F: -    |
| Bélgica              | 1974   | Eurosong 1974                                | Jacques Hustin                        | "Fleur de liberté"                             |                                                         |                                 | SF: - / F: -     | SF: - / F: -    |
| Bélgica              | 1975   | Eurosong 1975                                | Ann Christy                           | "Gelukkig zijn"                                |                                                         |                                 | SF: - / F: -     | SF: - / F: -    |
| Bélgica              | 1976   | Eurosong 1976                                | Pierre Rapsat                         | "Judy et Cie"                                  |                                                         |                                 | SF: - / F: -     | SF: - / F: -    |
| Bélgica              | 1977   | Eurosong 1977                                | Dream Express                         | "A Million in One, Two, Three"                 |                                                         |                                 | SF: - / F: -     | SF: - / F: -    |
| Bélgica              | 1978   | Eurosong 1978                                | Jean Vallée                           | "L'amour ça fait chanter la vie"               |                                                         |                                 | SF: - / F: -     | SF: - / F: -    |
| Bélgica              | 1979   | Eurosong 1979                                | Micha Marah                           | "Hey Nana"                                     |                                                         |                                 | SF: - / F: -     | SF: - / F: -    |
| Bélgica              | 1980   | Eurosong 1980                                | Telex                                 | "Euro-Vision"                                  |                                                         |                                 | SF: - / F: -     | SF: - / F: -    |
| Bélgica              | 1981   | Eurosong 1981                                | Emly Starr                            | "Samson"                                       |                                                         |                                 | SF: - / F: -     | SF: - / F: -    |
| Bélgica              | 1982   | Eurosong 1982                                | Stella                                | "Si tu aimes ma musique"                       |                                                         |                                 | SF: - / F: -     | SF: - / F: -    |
| Bélgica              | 1983   | Eurosong 1983                                | Pas de Deux                           | "Rendez-vous"                                  |                                                         |                                 | SF: - / F: -     | SF: - / F: -    |
| Bélgica              | 1984   | Eurosong 1984                                | Jacques Zegers                        | "Avanti la vie"                                |                                                         |                                 | SF: - / F: -     | SF: - / F: -    |
| Bélgica              | 1985   | Eurosong 1985                                | Linda Lepomme                         | "Laat me nu gaan"                              |                                                         |                                 | SF: - / F: -     | SF: - / F: -    |
| Bélgica              | 1986   | Eurosong 1986                                | Sandra Kim                            | "J'aime la vie"                                |                                                         |                                 | SF: - / F: -     | SF: - / F: -    |
| Bélgica              | 1987   | Eurosong 1987                                | Liliane Saint-Pierre                  | "Soldiers of Love"                             |                                                         |                                 | SF: - / F: -     | SF: - / F: -    |
| Bélgica              | 1988   | Eurosong 1988                                | Reynaert                              | "Laissez briller le soleil"                    |                                                         |                                 | SF: - / F: -     | SF: - / F: -    |
| Bélgica              | 1989   | Eurosong 1989                                | Ingeborg                              | "Door de wind"                                 |                                                         |                                 | SF: - / F: -     | SF: - / F: -    |
| Bélgica              | 1990   | Eurosong 1990                                | Philippe Lafontaine                   | "Macédomienne"                                 |                                                         |                                 | SF: - / F: -     | SF: - / F: -    |
| Bélgica              | 1991   | Eurosong 1991                                | Clouseau                              | "Geef het op"                                  |                                                         |                                 | SF: - / F: -     | SF: - / F: -    |
| Bélgica              | 1992   | Eurosong 1992                                | Morgane                               | "Nous, on veut des violons"                    |                                                         |                                 | SF: - / F: -     | SF: - / F: -    |
| Bélgica              | 1993   | Eurosong 1993                                | Barbara Dex                           | "Iemand als jij"                               |                                                         |                                 | SF: - / F: -     | SF: - / F: -    |
| Bélgica              | 1995   | Eurosong 1995                                | Frédéric Etherlinck                   | "La voix est libre"                            |                                                         |                                 | SF: - / F: -     | SF: - / F: -    |
| Bélgica              | 1996   | Eurosong 1996                                | Lisa Del Bo                           | "Liefde is een kaartspel"                      |                                                         |                                 | SF: - / F: -     | SF: - / F: -    |
| Bélgica              | 1998   | Eurosong 1998                                | Melanie Cohl                          | "Dis oui"                                      |                                                         |                                 | SF: - / F: -     | SF: - / F: -    |
| Bélgica              | 1999   | Eurosong 1999                                | Vanessa Chinitor                      | "Like The Wind"                                |                                                         |                                 | SF: - / F: -     | SF: - / F: -    |
| Bélgica              | 2000   | Eurosong 2000                                | Nathalie Sorce                        | "Envie de vivre"                               |                                                         |                                 | SF: - / F: -     | SF: - / F: -    |
| Bélgica              | 2002   | Eurosong 2002                                | Sergio & The Ladies                   | "Sister"                                       |                                                         |                                 | SF: - / F: -     | SF: - / F: -    |
| Bélgica              | 2003   | Eurosong 2003                                | Urban Trad                            | "Sanomi"                                       |                                                         |                                 | SF: - / F: -     | SF: - / F: -    |
| Bélgica              | 2004   | Eurosong 2004                                | Xandee                                | "1 Life"                                       |                                                         |                                 | SF: - / F: -     | SF: - / F: -    |
| Bélgica              | 2005   | Eurosong 2005                                | Nuno Resende                          | "Le grand soir"                                |                                                         |                                 | SF: - / F: -     | SF: - / F: -    |
| Bélgica              | 2006   | Eurosong 2006                                | Kate Ryan                             | "Je t'adore"                                   |                                                         |                                 | SF: - / F: -     | SF: - / F: -    |
| Bélgica              | 2007   | Eurosong 2007                                | The KMG's                             | "Love Power"                                   |                                                         |                                 | SF: - / F: -     | SF: - / F: -    |
| Bélgica              | 2008   | Eurosong 2008                                | Ishtar                                | "O Julissi"                                    |                                                         |                                 | SF: - / F: -     | SF: - / F: -    |
| Bélgica              | 2009   | Selecção Interna de 2009                     | Patrick Ouchène                       | "Copycat"                                      |                                                         |                                 | SF: - / F: -     | SF: - / F: -    |
| Bósnia e Herzegovina | 1993   | BH Eurosong 1993                             | Fazla                                 | "Sva bol svijeta"                              |                                                         |                                 | SF: - / F: -     | SF: - / F: –    |
| Bósnia e Herzegovina | 1994   | BH Eurosong 1994                             | Alma & Dejan                          | "Ostani kraj mene"                             |                                                         |                                 | SF: - / F: -     | SF: - / F: –    |
| Bósnia e Herzegovina | 1995   | BH Eurosong 1995                             | Davorin Popović                       | "Dvadeset prvi vijek"                          |                                                         |                                 | SF: - / F: -     | SF: - / F: –    |
| Bósnia e Herzegovina | 1996   | BH Eurosong 1996                             | Amila Glamočak                        | "Za našu ljubav"                               |                                                         |                                 | SF: - / F: -     | SF: - / F: –    |
| Bósnia e Herzegovina | 1997   | BH Eurosong 1997                             | Alma Čardžić                          | "Goodbye"                                      |                                                         |                                 | SF: - / F: -     | SF: - / F: –    |
| Bósnia e Herzegovina | 1999   | BH Eurosong 1999                             | Dino & Beatrice                       | "Putnici"                                      |                                                         |                                 | SF: - / F: -     | SF: - / F: –    |
| Bósnia e Herzegovina | 2001   | BH Eurosong 2001                             | Nino Pršeš                            | "Hano"                                         |                                                         |                                 | SF: - / F: -     | SF: - / F: –    |
| Bósnia e Herzegovina | 2002   | BH Eurosong 2002                             | Maja Tatić                            | "Na jastuku za dvoje"                          |                                                         |                                 | SF: - / F: -     | SF: - / F: –    |
| Bósnia e Herzegovina | 2003   | BH Eurosong 2003                             | Mija Martina                          | "Ne brini"                                     |                                                         |                                 | SF: - / F: -     | SF: - / F: –    |
| Bósnia e Herzegovina | 2004   | BH Eurosong 2004                             | Deen                                  | "In The Disco"                                 |                                                         |                                 | SF: - / F: -     | SF: - / F: –    |
| Bósnia e Herzegovina | 2005   | BH Eurosong 2005                             | Feminnem                              | "Call Me"                                      |                                                         |                                 | SF: - / F: -     | SF: - / F: –    |
| Bósnia e Herzegovina | 2006   | Selecção Interna de 2006                     | Hari Mata Hari                        | "Lejla"                                        |                                                         |                                 | SF: - / F: -     | SF: - / F: –    |
| Bósnia e Herzegovina | 2007   | Selecção Interna de 2007                     | Marija Šestić                         | "Rijeka bez imena"                             |                                                         |                                 | SF: - / F: -     | SF: - / F: –    |
| Bósnia e Herzegovina | 2008   | Selecção Interna de 2008                     | Laka                                  | "Pokušaj"                                      |                                                         |                                 | SF: - / F: -     | SF: - / F: –    |
| Bósnia e Herzegovina | 2009   | Selecção Interna de 2009                     | Regina                                | "Bistra voda"                                  |                                                         |                                 | SF: - / F: -     | SF: - / F: –    |
| Bielorrússia         | 2004   | Eurofest 2004                                | Aleksandra and Konstantin             | "My Galileo"                                   | O Meu Galileu                                           | Inglês                          | SF: 10 / F: -    | SF: 19º / F: -  |
| Bielorrússia         | 2005   | Eurofest 2005                                | Angelica Agurbash                     | "Love Me Tonight"                              | Ama-me esta noite                                       | Inglês                          | SF: 67 / F: -    | SF: 13º / F: -  |
| Bielorrússia         | 2006   | Eurofest 2006                                | Polina Smolova                        | "Mum"                                          | Mãe                                                     | Inglês                          | SF: 10 / F: -    | SF: 22º / F: -  |
| Bielorrússia         | 2007   | Eurofest 2007                                | Dmitry Koldun                         | "Work Your Magic"                              | Trabalha a tua magia                                    | Inglês                          | SF: 176 / F: 145 | SF: 4º / F: 6º  |
| Bielorrússia         | 2008   | Eurofest 2008                                | Ruslan Alekhno                        | "Hasta La Vista"                               | Até mais                                                | Inglês                          | SF: 27 / F: -    | SF: 17º / F: -  |
| Bielorrússia         | 2009   | Eurofest 2009                                | Petr Elfimov                          | "Eyes That Never Lie"                          | Olhos que nunca mentem                                  | Inglês                          | SF: - / F: -     | SF: - / F: -    |
| Bulgária             | 2005   | Final Nacional de 2005                       | Kaffe                                 | "Lorraine"                                     | Lorraine                                                | Inglês                          | SF: 49 / F: -    | SF: 19º / F: -  |
| Bulgária             | 2006   | Final Nacional de 2006                       | Mariana Popova                        | "Let Me Cry"                                   | Deixa-me chorar                                         | Inglês                          | SF: 36 / F: -    | SF: 17º / F: -  |
| Bulgária             | 2007   | Pesen Na Evrovizija 2007                     | Elitsa Todorova & Stoyan Yankoulov    | "Water"                                        | Água                                                    | Bulgaro                         | SF: 146 / F: 157 | SF: 6º / F: 5º  |
| Bulgária             | 2008   | EuroBGvision 2008                            | Deep Zone Project & DJ Balthazar      | "DJ, Take Me Away"                             | Dj, leva-me                                             | Inglês                          | SF: 56 / F: -    | SF: 11º / F: -  |
| Bulgária             | 2009   | Be A Star-Bulgarian Song for Eurovision 2009 | Krassimir Avramov                     | "Illusion"                                     | Ilusão                                                  | Inglês                          | SF: - / F: -     | SF: - / F: -    |
| Chipre               | 1981   | A Song for Europe 1981                       | Island                                | "Monika (Μόνικα)"                              |                                                         |                                 | SF: - / F: -     | SF: - / F: –    |
| Chipre               | 1982   | A Song for Europe 1982                       | Anna Vissi                            | "Mono I Agapi (Μόνο η αγάπη)"                  |                                                         |                                 | SF: - / F: -     | SF: - / F: –    |
| Chipre               | 1983   | A Song for Europe 1983                       | Stavros & Constantina                 | "I Agapi Akoma Zi (Η αγάπη ακόμα ζει)"         |                                                         |                                 | SF: - / F: -     | SF: - / F: –    |
| Chipre               | 1984   | A Song for Europe 1984                       | Andy Paul                             | "Anna Maria Lena (Άννα Μαρία Λένα)"            |                                                         |                                 | SF: - / F: -     | SF: - / F: –    |
| Chipre               | 1985   | A Song for Europe 1985                       | Lia Vissi                             | "To Katalava Arga (Το κατάλαβα αργά)"          |                                                         |                                 | SF: - / F: -     | SF: - / F: –    |
| Chipre               | 1986   | Selecção Interna de 1986                     | Elpida                                | "Tora Zo (Τώρα ζω)"                            |                                                         |                                 | SF: - / F: -     | SF: - / F: –    |
| Chipre               | 1987   | A Song for Europe 1987                       | Alexia                                | "Aspro Mavro (Άσπρο-μαύρο)"                    |                                                         |                                 | SF: - / F: -     | SF: - / F: –    |
| Chipre               | 1989   | A Song for Europe 1989                       | Giannis Savvidakis & Phani Polymeri   | "Apopse As Vrethume (Απόψε ας βρεθούμε)"       |                                                         |                                 | SF: - / F: -     | SF: - / F: –    |
| Chipre               | 1990   | A Song for Europe 1990                       | Haris Anastazio                       | "Milas Poli (Μιλάς πολύ)"                      |                                                         |                                 | SF: - / F: -     | SF: - / F: –    |
| Chipre               | 1991   | A Song for Europe 1991                       | Elena Patroklou                       | "SOS"                                          |                                                         |                                 | SF: - / F: -     | SF: - / F: –    |
| Chipre               | 1992   | A Song for Europe 1992                       | Evridiki                              | "Teriazoume (Ταιριάζουμε)"                     |                                                         |                                 | SF: - / F: -     | SF: - / F: –    |
| Chipre               | 1993   | A Song for Europe 1993                       | Kyriakos Zympoulakis & Dimos Van Beke | "Mi Stamatas (Μη σταματάς)"                    |                                                         |                                 | SF: - / F: -     | SF: - / F: –    |
| Chipre               | 1994   | A Song for Europe 1994                       | Evridiki                              | "Ime Anthropos Ki Ego (Είμαι άνθρωπος κι εγώ)" |                                                         |                                 | SF: - / F: -     | SF: - / F: –    |
| Chipre               | 1995   | A Song for Europe 1995                       | Alex Panayi                           | "Sti Fotia (Στη φωτιά)"                        |                                                         |                                 | SF: - / F: -     | SF: - / F: –    |
| Chipre               | 1996   | A Song for Europe 1996                       | Constantinos                          | "Mono Yia Mas (Μόνο για μας)"                  |                                                         |                                 | SF: - / F: -     | SF: - / F: –    |
| Chipre               | 1997   | A Song for Europe 1997                       | Hara & Andreas Constantinou           | "Mana Mou (Μάνα μου)"                          |                                                         |                                 | SF: - / F: -     | SF: - / F: –    |
| Chipre               | 1998   | A Song for Europe 1998                       | Michalis Hadjiyiannis                 | "Genesis (Γένεσις)"                            |                                                         |                                 | SF: - / F: -     | SF: - / F: –    |
| Chipre               | 1999   | A Song for Europe 1999                       | Marlain                               | "Tha 'Ne Erotas (Θα 'ναι έρωτας)"              |                                                         |                                 | SF: - / F: -     | SF: - / F: –    |
| Chipre               | 2000   | A Song for Europe 2000                       | Voice                                 | "Nomiza (Νόμιζα)"                              |                                                         |                                 | SF: - / F: -     | SF: - / F: –    |
| Chipre               | 2002   | A Song for Europe 2002                       | One                                   | "Gimme"                                        |                                                         |                                 | SF: - / F: -     | SF: - / F: –    |
| Chipre               | 2003   | A Song for Europe 2003                       | Stelios Constantas                    | "Feeling Alive"                                |                                                         |                                 | SF: - / F: -     | SF: - / F: –    |
| Chipre               | 2004   | A Song for Europe 2004                       | Lisa Andreas                          | "Stronger Every Minute"                        |                                                         |                                 | SF: - / F: -     | SF: - / F: –    |
| Chipre               | 2005   | A Song for Europe 2005                       | Constantinos Christoforou             | "Ela Ela (Come Baby)"                          |                                                         |                                 | SF: - / F: -     | SF: - / F: –    |
| Chipre               | 2006   | A Song for Europe 2006                       | Annette Artani                        | "Why Angels Cry"                               |                                                         |                                 | SF: - / F: -     | SF: - / F: –    |
| Chipre               | 2007   | Selecção Interna de 2007                     | Evridiki                              | "Comme Ci, Comme Ça"                           |                                                         |                                 | SF: - / F: -     | SF: - / F: –    |
| Chipre               | 2008   | A Song for Europe 2008                       | Evdokia Kadi                          | "Femme Fatale"                                 |                                                         |                                 | SF: - / F: -     | SF: - / F: –    |
| Chipre               | 2009   | A Song for Europe 2009                       | Christina Metaxa                      | "Firefly"                                      |                                                         |                                 | SF: - / F: -     | SF: - / F: –    |
| \| Croácia           | 1993   | Dora 1993                                    | Put                                   | "Don't Ever Cry"                               |                                                         |                                 | SF: - / F: -     | SF: - / F: –    |
| \| Croácia           | 1994   | Dora 1994                                    | Tony Cetinski                         | "Nek' ti bude ljubav sva"                      |                                                         |                                 | SF: - / F: -     | SF: - / F: –    |
| \| Croácia           | 1995   | Dora 1995                                    | Magazin & Lidija                      | "Nostalgija"                                   |                                                         |                                 | SF: - / F: -     | SF: - / F: –    |
| \| Croácia           | 1996   | Dora 1996                                    | Maja Blagdan                          | "Sveta ljubav"                                 |                                                         |                                 | SF: - / F: -     | SF: - / F: –    |
| \| Croácia           | 1997   | Dora 1997                                    | E.N.I.                                | "Probudi me"                                   |                                                         |                                 | SF: - / F: -     | SF: - / F: –    |
| \| Croácia           | 1998   | Dora 1998                                    | Danijela                              | "Neka mi ne svane"                             |                                                         |                                 | SF: - / F: -     | SF: - / F: –    |
| \| Croácia           | 1999   | Dora 1999                                    | Doris Dragović                        | "Marija Magdalena"                             |                                                         |                                 | SF: - / F: -     | SF: - / F: –    |
| \| Croácia           | 2000   | Dora 2000                                    | Goran Karan                           | "Kad zaspu anđeli"                             |                                                         |                                 | SF: - / F: -     | SF: - / F: –    |
| \| Croácia           | 2001   | Dora 2001                                    | Vanna                                 | "Strings of My Heart"                          |                                                         |                                 | SF: - / F: -     | SF: - / F: –    |
| \| Croácia           | 2002   | Dora 2002                                    | Vesna Pisarović                       | "Everything I Want"                            |                                                         |                                 | SF: - / F: -     | SF: - / F: –    |
| \| Croácia           | 2003   | Dora 2003                                    | Claudia Beni                          | "Više nisam tvoja"                             |                                                         |                                 | SF: - / F: -     | SF: - / F: –    |
| \| Croácia           | 2004   | Dora 2004                                    | Ivan Mikulić                          | "You Are The Only One"                         |                                                         |                                 | SF: - / F: -     | SF: - / F: –    |
| \| Croácia           | 2005   | Dora 2005                                    | Boris Novković feat. Lado Members     | "Vukovi umiru sami"                            |                                                         |                                 | SF: - / F: -     | SF: - / F: –    |
| \| Croácia           | 2006   | Dora 2006                                    | Severina                              | "Moja štikla"                                  |                                                         |                                 | SF: - / F: -     | SF: - / F: –    |
| \| Croácia           | 2007   | Dora 2007                                    | Dragonfly feat. Dado Topić            | "Vjerujem u ljubav"                            |                                                         |                                 | SF: - / F: -     | SF: - / F: –    |
| \| Croácia           | 2008   | Dora 2008                                    | Kraljevi ulice & 75 Cents             | "Romanca"                                      |                                                         |                                 | SF: - / F: -     | SF: - / F: –    |
| \| Croácia           | 2009   | Dora 2009                                    | Igor Cukrov & Andrea Šušnjara         | "Lijepa Tena"                                  |                                                         |                                 | SF: - / F: -     | SF: - / F: –    |
| Dinamarca            | 1957   | Dansk Melodi Grand Prix 1957                 | Birthe Wilke & Gustav Winckler        | "Skibet skal sejle i nat"                      |                                                         |                                 | SF: - / F: -     | SF: - / F: –    |
| Dinamarca            | 1958   | Dansk Melodi Grand Prix 1958                 | Raquel Rastenni                       | "Jeg rev et blad ud af min dagbog"             |                                                         |                                 | SF: - / F: -     | SF: - / F: –    |
| Dinamarca            | 1959   | Dansk Melodi Grand Prix 1959                 | Birthe Wilke                          | "Uh, jeg ville ønske jeg var dig"              |                                                         |                                 | SF: - / F: -     | SF: - / F: –    |
| Dinamarca            | 1960   | Dansk Melodi Grand Prix 1960                 | Katy Bødtger                          | "Det var en yndig tid"                         |                                                         |                                 | SF: - / F: -     | SF: - / F: –    |
| Dinamarca            | 1961   | Dansk Melodi Grand Prix 1961                 | Dario Campeotto                       | "Angelique"                                    |                                                         |                                 | SF: - / F: -     | SF: - / F: –    |
| Dinamarca            | 1962   | Dansk Melodi Grand Prix 1962                 | Ellen Winther                         | "Vuggevise"                                    |                                                         |                                 | SF: - / F: -     | SF: - / F: –    |
| Dinamarca            | 1963   | Dansk Melodi Grand Prix 1963                 | Grethe & Jørgen Ingmann               | "Dansevise"                                    |                                                         |                                 | SF: - / F: -     | SF: - / F: –    |
| Dinamarca            | 1964   | Dansk Melodi Grand Prix 1964                 | Bjørn Tidmand                         | "Sangen om dig"                                |                                                         |                                 | SF: - / F: -     | SF: - / F: –    |
| Dinamarca            | 1965   | Dansk Melodi Grand Prix 1965                 | Birgit Brüel                          | "For din skyld"                                |                                                         |                                 | SF: - / F: -     | SF: - / F: –    |
| Dinamarca            | 1966   | Dansk Melodi Grand Prix 1966                 | Ulla Pia                              | "Stop - mens legen er go'"                     |                                                         |                                 | SF: - / F: -     | SF: - / F: –    |
| Dinamarca            | 1978   | Dansk Melodi Grand Prix 1978                 | Mabel                                 | "Boom Boom"                                    |                                                         |                                 | SF: - / F: -     | SF: - / F: –    |
| Dinamarca            | 1979   | Dansk Melodi Grand Prix 1979                 | Tommy Seebach                         | "Disco Tango"                                  |                                                         |                                 | SF: - / F: -     | SF: - / F: –    |
| Dinamarca            | 1980   | Dansk Melodi Grand Prix 1980                 | Bamses Venner                         | "Tænker altid på dig"                          |                                                         |                                 | SF: - / F: -     | SF: - / F: –    |
| Dinamarca            | 1981   | Dansk Melodi Grand Prix 1981                 | Tommy Seebach & Debbie Cameron        | "Krøller eller ej"                             |                                                         |                                 | SF: - / F: -     | SF: - / F: –    |
| Dinamarca            | 1982   | Dansk Melodi Grand Prix 1982                 | Brixx                                 | "Video, Video"                                 |                                                         |                                 | SF: - / F: -     | SF: - / F: –    |
| Dinamarca            | 1983   | Dansk Melodi Grand Prix 1983                 | Gry Johansen                          | "Kloden drejer"                                |                                                         |                                 | SF: - / F: -     | SF: - / F: –    |
| Dinamarca            | 1984   | Dansk Melodi Grand Prix 1984                 | Hot Eyes                              | "Det' lige det"                                |                                                         |                                 | SF: - / F: -     | SF: - / F: –    |
| Dinamarca            | 1985   | Dansk Melodi Grand Prix 1985                 | Hot Eyes                              | "Sku' du spørg' fra no'en?"                    |                                                         |                                 | SF: - / F: -     | SF: - / F: –    |
| Dinamarca            | 1986   | Dansk Melodi Grand Prix 1986                 | Lise Haavik                           | "Du er fuld af løgn"                           |                                                         |                                 | SF: - / F: -     | SF: - / F: –    |
| Dinamarca            | 1987   | Dansk Melodi Grand Prix 1987                 | Anne-Cathrine Herdorf & Bandjo        | "En lille melodi"                              |                                                         |                                 | SF: - / F: -     | SF: - / F: –    |
| Dinamarca            | 1988   | Dansk Melodi Grand Prix 1988                 | Hot Eyes                              | "Ka' du se hva' jeg sa'?"                      |                                                         |                                 | SF: - / F: -     | SF: - / F: –    |
| Dinamarca            | 1989   | Dansk Melodi Grand Prix 1989                 | Birthe Kjær                           | "Vi maler byen rød"                            |                                                         |                                 | SF: - / F: -     | SF: - / F: –    |
| Dinamarca            | 1990   | Dansk Melodi Grand Prix 1990                 | Lonnie Devantier                      | "Hallo Hallo"                                  |                                                         |                                 | SF: - / F: -     | SF: - / F: –    |
| Dinamarca            | 1991   | Dansk Melodi Grand Prix 1991                 | Anders Frandsen                       | "Lige der hvor hjertet slår"                   |                                                         |                                 | SF: - / F: -     | SF: - / F: –    |
| Dinamarca            | 1992   | Dansk Melodi Grand Prix 1992                 | Lotte Nilsson & Kenny Lübcke          | "Alt det som ingen ser"                        |                                                         |                                 | SF: - / F: -     | SF: - / F: –    |
| Dinamarca            | 1993   | Dansk Melodi Grand Prix 1993                 | Tommy Seebach Band                    | "Under stjernerne på himlen"                   |                                                         |                                 | SF: - / F: -     | SF: - / F: –    |
| Dinamarca            | 1995   | Dansk Melodi Grand Prix 1995                 | Aud Wilken                            | "Fra Mols til Skagen"                          |                                                         |                                 | SF: - / F: -     | SF: - / F: –    |
| Dinamarca            | 1997   | Dansk Melodi Grand Prix 1997                 | Kølig Kaj                             | "Stemmen i mit liv"                            |                                                         |                                 | SF: - / F: -     | SF: - / F: –    |
| Dinamarca            | 1999   | Dansk Melodi Grand Prix 1999                 | Michael Teschl & Trine Jepsen         | "This Time I Mean It"                          |                                                         |                                 | SF: - / F: -     | SF: - / F: –    |
| Dinamarca            | 2000   | Dansk Melodi Grand Prix 2000                 | Olsen Brothers                        | "Fly on the Wings of Love"                     |                                                         |                                 | SF: - / F: -     | SF: - / F: –    |
| Dinamarca            | 2001   | Dansk Melodi Grand Prix 2001                 | Rollo & King                          | "Never Ever Let You Go"                        |                                                         |                                 | SF: - / F: -     | SF: - / F: –    |
| Dinamarca            | 2002   | Dansk Melodi Grand Prix 2002                 | Malene                                | "Tell Me Who You Are"                          |                                                         |                                 | SF: - / F: -     | SF: - / F: –    |
| Dinamarca            | 2004   | Dansk Melodi Grand Prix 2004                 | Thomas Thordarsson                    | "Shame on You"                                 |                                                         |                                 | SF: - / F: -     | SF: - / F: –    |
| Dinamarca            | 2005   | Dansk Melodi Grand Prix 2005                 | Jakob Sveistrup                       | "Talking to You"                               |                                                         |                                 | SF: - / F: -     | SF: - / F: –    |
| Dinamarca            | 2006   | Dansk Melodi Grand Prix 2006                 | Sidsel Ben Semmane                    | "Twist of Love"                                |                                                         |                                 | SF: - / F: -     | SF: - / F: –    |
| Dinamarca            | 2007   | Dansk Melodi Grand Prix 2007                 | DQ                                    | "Drama Queen"                                  |                                                         |                                 | SF: - / F: -     | SF: - / F: –    |
| Dinamarca            | 2008   | Dansk Melodi Grand Prix 2008                 | Simon Mathew                          | "All Night Long"                               |                                                         |                                 | SF: - / F: -     | SF: - / F: –    |
| Dinamarca            | 2009   | Dansk Melodi Grand Prix 2009                 | Niels Brinck                          | "Believe Again"                                |                                                         |                                 | SF: - / F: -     | SF: - / F: –    |